# حقائق الفرقان
حَقائِق الفُرقان هُو عِبارَة عَن كِتاب تفسير للقرآن الكريم، تَمَّ جَمعُهُ مِن خِلافات وعِظات الحاج نور الدين القرشي، الخَليفة الأول لِلجماعة الأحمدية القاديانية المُسلِمَة. كانَ مَعروفاً بِمحاضراتِه في التفسير، ودروس العُلوم الإسلامية الكلاسيكية. وكانَ حافظا لِلقُرآن كُله، فضلاً عَن كونه عَلى دِراية جَيّدة بالعبرية والعربية، وخاصَّة العربية الفصحى.
كانَ أيضاً عالِماً في الحديث، بَعد أن حَفِظَ الآلاف مِن أقوال النبي محمد، ولَدَيه مَعرفة عَميقة بالرِّواية وعُلوم الدِّرايَة (سلسلة انتقال ومحتويات الحديث) مِن خِلال تَعَلُمِه في مَناطق مُختلفة مِن الهند والجزيرة العربية.

## المواضيع
حَقائق الفُرقان مُتعمق في النَّمط الإسلامي الكلاسيكي، وذلك باستخدام المُعجم العَربي الكلاسيكي، فَضلاً عَن عِلم الحديث لِفهم الآيات القُرآنية، أما عن المؤلِف فَكانَ خَبيراً في كليهما. كَما أنَّ لَديه مَعرفة بالتيار الصوفي في التفسير، وَيَتضمن المَعرفة الصوفيّة والتَّعَمق في القرآن بالإضافة إلى المَعاني الخارِجيّة.

## محتويات التفسير
- Volume 1: Surahs 1-3.
- Volume 2: Surahs 4-17
- Volume 3: Surahs 18-48
- Volume 4: Surahs 49-114

## وصلات خارجية
- Haqa'iq al-Furqan Urdu